# تپه دیبی (رزن)
تپه دیبی، روستایی در دهستان بغراطی بخش بغراطی شهرستان رزن در استان همدان ایران است. این روستا، مرکز دهستان بغراطی است.

## جمعیت
بر پایه سرشماری عمومی نفوس و مسکن در سال ۱۳۹۵، جمعیت این روستا برابر با ۸۵۱ نفر (۲۲۲ خانوار) بوده‌است.